# Comuna Volîțea, Krasîliv
Volîțea (în ucraineană Волиця) este o comună în raionul Krasîliv, regiunea Hmelnîțkîi, Ucraina, formată din satele Dubîșce, Novodubîșce și Volîțea (reședința).

## Demografie
Componența lingvistică a comunei Volîțea
     Ucraineană (99,18%)
     Alte limbi (0,81%)
Conform recensământului din 2001, majoritatea populației comunei Volîțea era vorbitoare de ucraineană (99,18%), existând în minoritate și vorbitori de alte limbi.